# Ptychoptera subscutellaris
Ptychoptera subscutellaris är en tvåvingeart som beskrevs av Alexander 1921. Ptychoptera subscutellaris ingår i släktet Ptychoptera och familjen glansmyggor. Inga underarter finns listade i Catalogue of Life.